# Grotta della Madonnina
La grotta della Madonnina è una grotta sommersa che si trova sulla punta estrema del promontorio di Capo Caccia, nella Sardegna nord-occidentale, a circa 28 km da Alghero. Prende il nome da una icona raffigurante la Madonna con bambino posta su una larga apertura sopra la grotta, che fu messa da devoti pescatori per chiedere protezione dalle insidie dei mari alla Vergine.

## Descrizione
È una grotta sommersa con una apertura di circa 20 metri e massima profondità di 18 metri, una parte dei soffitti arriva a zero metri con alcune bolle d'aria. Le pareti e gran parte delle volte sono rivestite da una rigoglioso insieme di flora e fauna sessile con una moltitudine di specie e bellissimi colori dominati dal giallo dei Leptosamnia e Parazoanthus (Margherite di mare). Su una parete rivolta a sud si apre un cunicolo lungo ca 70 metri che porta ad una sala con molte stalattiti conficcate in una duna di sabbia bianca, testimonianza del periodo glaciale quando le stalattiti si sono formate in ambiente all'epoca aereo.